# Arena (tauromachia)

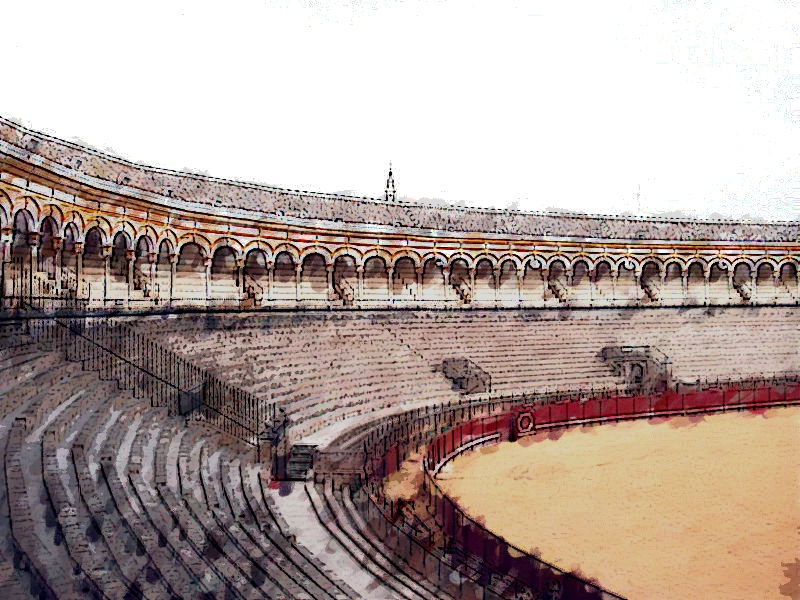
Riproduzione della Maestranza. 1765

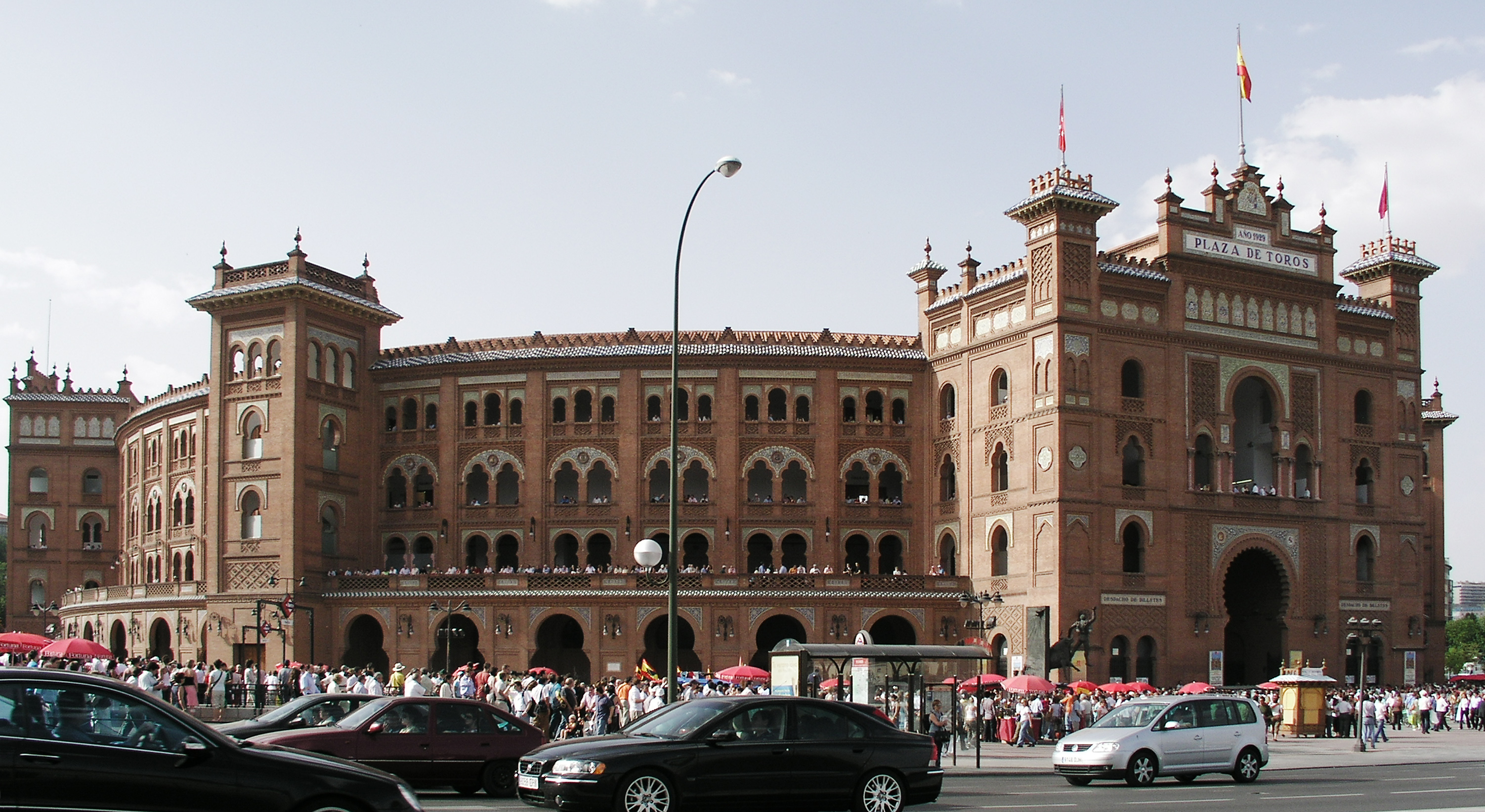
Plaza de Las Ventas, Madrid

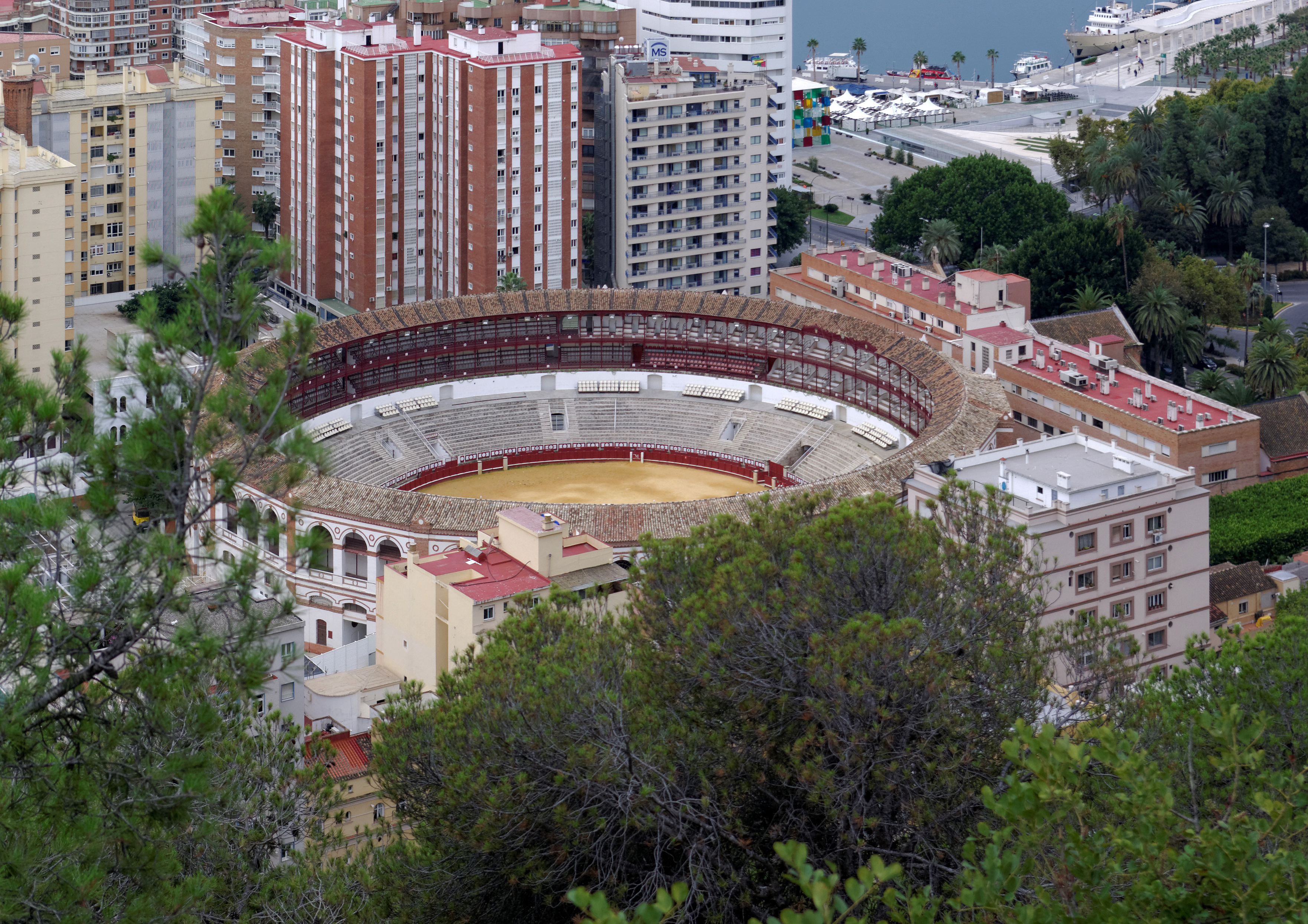
Plaza de toros di Malaga, Spagna

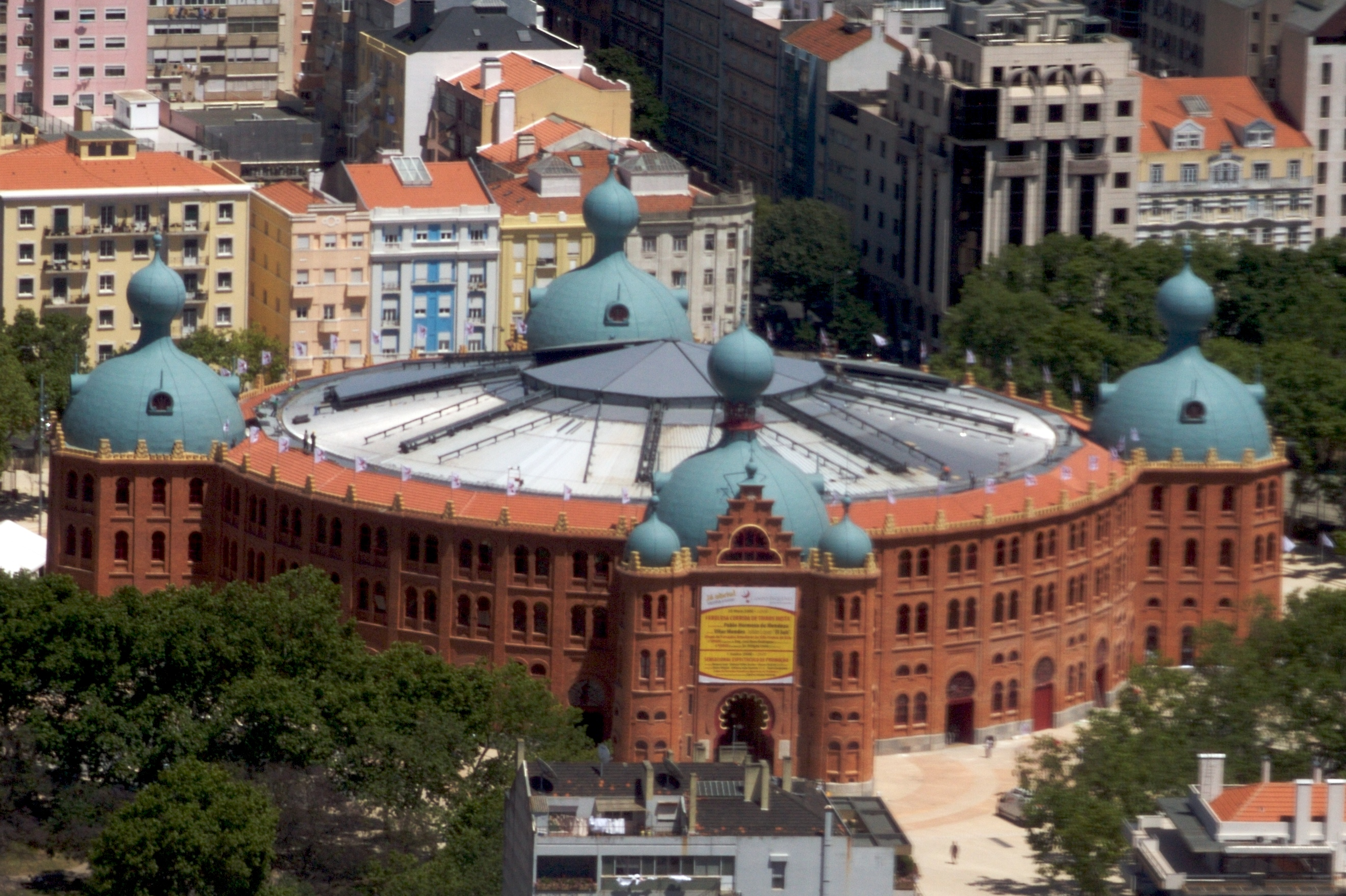
La Praça de touros di Lisbona, l'arena di Campo Pequeno

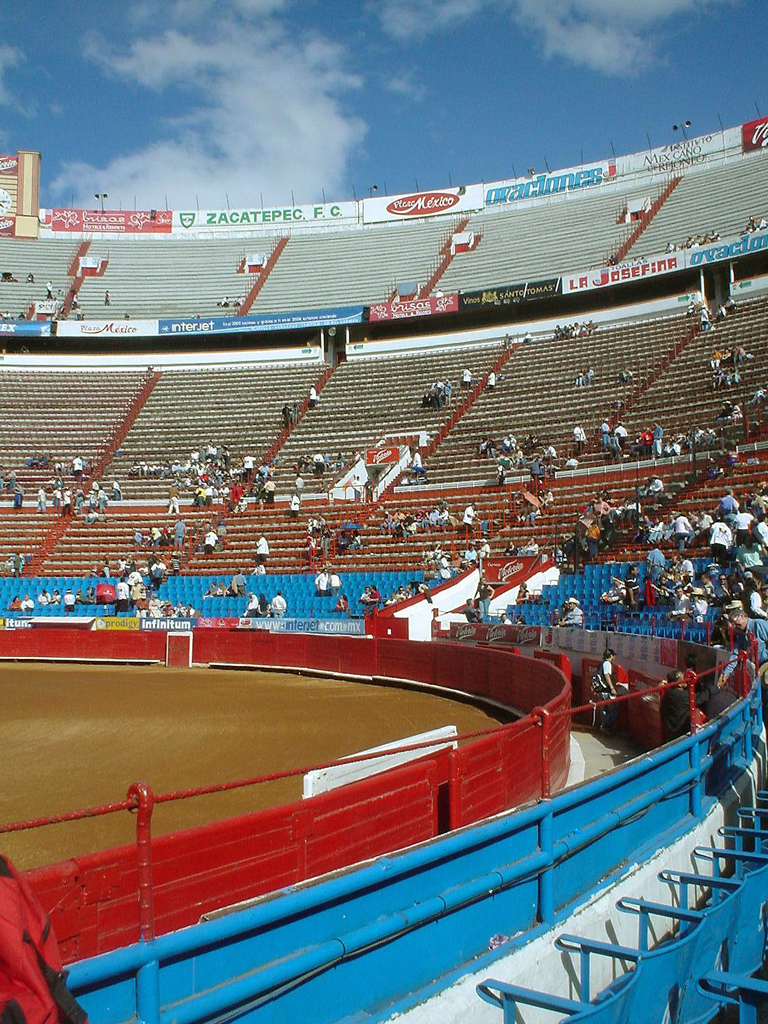
Plaza México di Città del Messico

L'arena per la tauromachia (in spagnolo plaza de toros, in portoghese praça de touros), conosciuta anche come circo taurino o piazza dei tori, ha origine nell'Europa antica. È una struttura architettonica dalla funzionalità simile all'arena classica sebbene di stile differente a seconda della maggiore o minore antichità della costruzione.
Principalmente è un anfiteatro chiuso dalla forma approssimativamente circolare con gradinate e servizi che circondano uno spazio centrale dove si realizza lo spettacolo taurino. In questo spazio si trova il ruedo o arena propriamente detta, che è un terreno di terra battuta preparato al fine di servire appropriatamente allo spettacolo ed è circondato da un ritiro dove si rifugiano i toreri e i loro subalterni chiamato vicolo.
Il vicolo è separato dall'arena da una parete, generalmente di legno e di circa 140 centimetri di altezza, che possiede delle piccole entrate verso l'arena per facilitare l'ingresso in caso d'emergenza. Dispone di portoni per l'entrata e l'uscita dei partecipanti e dei tori, sebbene la quantità e disposizione di questi varia da recinto a recinto.

## Storia
Lo sviluppo di recinti con caratteristiche specifiche per la realizzazione di corride di tori viene relazionato con lo sviluppo dello spettacolo come tale. Nell'antichità i circhi romani avevano caratteristiche simili a quelle delle odierne arene per tauromachia (di fatto l'arena di Nîmes, in Francia, è un anfiteatro romano), e l'origine delle corride è relazionata alle antiche tradizioni romane, sebbene questi recenti in principio non erano molto utilizzanti per questi eventi. Quando le feste taurine erano principalmente realizzate a cavallo, gli spettacoli erano pubblici e si realizzavano nelle piazze delle città.
Solo più tardi, con l'affermarsi dello spettacolo con il torero in piedi come espressione più rappresentativa della tauromachia, durante il sorgere di grandi toreri locali e di fronte al disordine regnante durante queste feste, si fece imperante la creazione di spazi che ospitassero adeguatamente il pubblico. Di fatto prima di essere autorizzata nel 1730 la costruzione della Plaza de Toros de la Real Maestranza de Caballería de Sevilla per realizzare corride, lo spazio originale aveva una forma rettangolare, e non si cominciò la costruzione di spazi di forma circolare fino a tre anni dopo. Un'altra arena circolare si comincia a costruire a Ronda nel 1754, in cui si realizzarono i primi spettacoli nel 1782.

## Categorie
In Spagna il Decreto reale num. 145/1996 organizza queste arene in tre categorie. Secondo l'età, tradizione, grandezza e numero di feste annuali, le arene si dividono in prima, seconda e terza categoria. Sono di prima categoria quelle di Bilbao, San Sebastián, Saragozza, Barcellona, Madrid, Valencia, Cordova, Siviglia e Malaga.
Il Decreto 145/1996 impone un peso minimo dei tori, e altri dettagli a seconda della categoria cui appartiene l'arena. Le comunità autonome possono aggiungere nuove disposizioni secondo la categoria. Ad esempio, in Andalusia, qualunque cittadino può essere scelto come Presidente con diritto a graziare il toro in arene di terza categoria.
La categoria serve anche da discriminante per il prezzo d'entrata, le assicurazioni e i professionisti che devono essere presenti durante l'atto.

## Arene per la tauromachia nel mondo
Le principali costruzioni di questo tipo si trovano in Europa, quasi esclusivamente in Spagna, Portogallo e nel sud della Francia. Oltre a queste ve ne sono numerose in America del sud, America Centrale e in Messico.
- Colombia
  - Plaza de toros di Santamaría, Bogotà.
  - Plaza de toros Cañaveralejo, Cali.
  - Plaza de toros La Macarena, Medellín.
  - Plaza de toros El Bosque, Armenia.
  - Plaza de toros di Manizales, Manizales.
  - Plaza de toros di Vistahermosa, Bucaramanga.
  - Plaza de toros di Cartagena, Cartagena de Indias.
  - Plaza de toros Pepe Cáceres, Ibagué.
  - Plaza de toros di San Fermín, Pamplona.
  - Plaza de toros di Cúcuta, Cúcuta.
- Ecuador
  - Plaza de toros de Quito, Quito.
- Spagna
  - Plaza de toros di Ronda, Ronda. (1784).
  - Real Maestranza di Siviglia, Siviglia. (1761).
  - Plaza de toros de Valencia, Valencia. (1860).
  - Plaza de toros de La Malagueta, Malaga. (1876).
  - Plaza de toros di El Puerto de Santa María, Cadice. (1880).
  - Plaza de toros di Vistalegre, Madrid. (1908-1995, ricostruita nel 2000)
  - La Monumental, Barcellona. (1914).
  - Las Ventas, Madrid. (1931) (la terza più grande del mondo).
  - Plaza de toros de los Califas, Siviglia.
  - Plaza de toros de las Arenas, Barcellona.
  - Plaza de toros Monumental, Pamplona.
  - Coso de Cuatro Caminos, Santander.
  - Plaza de toros di la Misericordia, Saragozza.
  - Plaza de toros di Vista Alegre, Bilbao.
  - Plaza de toros di Murcia, Murcia.
- Francia
  - Arena di Arles, Arles (antico anfiteatro romano).
  - Arena di Nîmes, Nîmes (antico anfiteatro romano).
- Messico
  - Plaza de toros Monumental, Città del Messico (1946). Attualmente la più grande del mondo con posti per 41.262 spettatori.
  - Plaza El Toreo de Cuatro Caminos, Naucalpan de Juárez, Estado de México (1947).
  - Plaza Nuevo Progreso, Guadalajara (1967), 20.000 persone
  - Plaza Monumental di Ciudad Juárez (1957), 16.000
  - Plaza Monumental di Aguascalientes (1974), 16.000
  - Plaza de San Marcos a Aguascalientes (1896), 5.000
  - Plaza la Luz di León (1961), 10.000
  - Plaza Monumental de las Playas, Tijuana, (1960), 21.621
  - El Toreo di Tijuana, (1957), 12,000
  - Plaza de Toros Santa María Santiago de Querétaro, 12.186
  - Plaza Quintana Roo, Cancún, (1989), 5.500
  - Plaza Silverio Pérez, de Texcoco, (1989) 5.500
  - Monumentale di Apizaco, (1986), 7.000
  - Plaza Alberto Balderas, Autlán de la Grana, Jalisco, (1887), 6.200
  - Plaza Revolución, di Irapuato, Guanajuato (1940), 15.000
  - Plaza de Mérida, Yucatán, (1929), 8.000
  - Plaza Calafia, di Mexicali, (1975), 11.000
  - Palazzo dell'Arte, Morelia, (1988), 4.000
  - Plaza de la Concordia, a Orizaba, (1994), 6.844
- Perù
  - In questo paese esistono almeno 56 arene e la più importante è la Plaza de Toros di Acho, a Lima, la più antica d'America, inaugurata il 30 gennaio del 1766.
- Portogallo
  - Praça de touros di Campo Pequeno, Lisbona
  - Monumental Praça de Touros di Póvoa de Varzim, Póvoa de Varzim
- Uruguay
  - Plaza de toros Real de San Carlos (Complejo Turístico Nicolás Mihanovich), Colonia del Sacramento
- Venezuela
  - Plaza de toros Monumental di Valencia, Valencia (seconda plaza de toros più grande del mondo).
  - Plaza Monumental Román Eduardo Sandia, Mérida.
  - Plaza de toros Monumental di Maracaibo, Maracaibo.
  - Plaza Monumental de toros di Pueblo Nuevo, San Cristóbal.